# 아프수 홈
아프수 홈(Apsu Sulci)는 목성의 위성인 가니메데에 있는 지역으로 홈 모양의 밝은 지형이다. 길이는 1,950km이다.